# Epitola subargentea
Epitola subargentea är en fjärilsart som beskrevs av Jackson 1964. Epitola subargentea ingår i släktet Epitola och familjen juvelvingar. Inga underarter finns listade i Catalogue of Life.